# MG 51
Maschinengewehr 1951 gọi tắt là MG 51 là loại súng súng máy đa chức năng do công ty W+F của Thụy Sĩ chế tạo. Loại súng này được giới thiệu cho quân đội Thụy Sĩ để thay thế khẩu MG 11 và Furrer M25. Nó có thiết kế dựa trên khẩu MG 42 nhưng với nhiều linh kiện nên nó máy móc và nặng hơn một chút so với khẩu MG-42.
Mẫu Pz Mg 51/71 được dùng để gắn trên các phương tiện cơ giới như MOWAG Eagle, Panzer 68 và Entp Pz 65, trong khi mẫu Pz Mg 87 gắn trên Leopard 2.